# VSB Ec 2/5

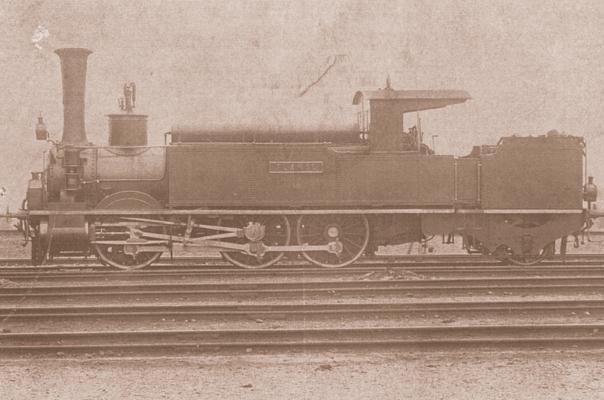
Die Lokomotive C 3/3 6 «Flawyl» nach verschiedenen Umbauten um etwa 1880

Die Vereinigten Schweizerbahnen (VSB) besassen insgesamt 20 Gemischtzug-Dampflokomotiven der Bauart Ec 2/5. Bei den VSB trugen sie die Serienbezeichnung I. Diese Tenderlokomotiven der Bauart Engerth übernahmen die VSB von ihren Vorgängerbahnen (zwölf Stück von der Sankt Gallisch-Appenzellischen Eisenbahn, acht Stück von der Südostbahn).
Die Lokomotiven wurden zwischen 1874 und 1886 in der VSB-Werkstätte Rorschach in Schlepptenderlokomotiven der Bauart C 3/3 umgebaut und als Serie III bezeichnet. Von 1887 bis 1902 trugen die Maschinen die Bezeichnung B3.

## Technisches

### Technik der Tenderlokomotive
Es handelte sich um eine Lokomotive, die nach dem System Engerth aufgebaut war. Der Innenrahmen, der das Treibwerk und den Kessel trägt, ist gelenkig im Bereich der Feuerbüchse mit einem dreiachsigen Aussenrahmentender versehen. Der Tender oder auch das Laufachsdrehgestell trägt die Hauptlast der Feuerbüchse und kann somit nicht getrennt werden, weil die Maschine sonst nach hinten kippen würde.

### Versuchsumbau Tenderlokomotive
Im Jahre 1874 wurden bei zwei Maschinen (Nr. 4 und 5) der Tender entfernt und die Lok durch eine dritte Kuppelachse in eine 3/3 gekuppelte Tenderlokomotive umgebaut, zeitgleich erhielten sie neue Kessel, was die Erhöhung des Kesseldrucks auf 10 bar erlaubte. Um Platz vor der Feuerbüchse für die dritte Achse zu haben, musste der Kessel um 100 mm verlängert werden. Bei der Lokomotive wurde aber durch das hohe Dienstgewicht und den grossen Überhang der Feuerbüchse die hinterste Achse zu hoch belastet. Auch waren die Kohle-Vorräte mehr als knapp bemessen, so dass 1876 die Maschinen einen einachsigen Tender erhielten. Dass es sich nicht um einen 2-achsigen Tender handelte, ist wohl auf die Gegebenheit zurückzuführen, dass auf den Bahnhöfen, die die VSB mitbenutzte, die Abgeltung achsbezogen war, also ein Achsgeld zu bezahlen war.

### Technik der Schlepptenderlokomotive
Dieser zweite Umbau war zufriedenstellend. Die Tenderachse wurde mit acht Tonnen belastet. Die Kupplung wurde durch den Maschineninspektor Klose entwickelt, sie hatte eine Trägerkonstruktion, die Maschine und Tender gegenseitig stützte, der theoretische Drehpunkt lag 410 mm hinter der letzten Kuppelachse. Die Leistung betrug durch den neuen Kessel nun annähernd 400 PS, was den Erwerb neuer Maschinen nicht zwingend erforderlich machte. Man baute deshalb bis 1886 alle 20 Dampflokomotiven entsprechend um. Sie behielten aber bei der VSB ihre Bezeichnung als Tenderlokomotive mit Nummer, erst bei Übernahme durch die SBB wurden sie richtigerweise bei den Schlepptenderlokomotiven eingereiht. Die Nummern bei den SBB wurden aber nach dem Alter der Kessel vergeben und nicht nach der alten VSB-Nummer.
Beim Umbau hätte der Rahmen verstärkt werden müssen. Der Einfachheit halber wurde er durch einen Plattenrahmen, der bis unter den Führerstand reichte, ersetzt. Die Steuerung nach Stephenson wurde unverändert übernommen. Die sechs Tragfedern waren unter den Achsen angeordnet. Die Feder der Trieb- und hinteren Kuppelachse waren mit Ausgleichshebeln verbunden. Der Sandkasten war vorne zwischen dem Rahmen eingebaut. Der Tender war mit einer vierklötzigen Exterbremse (Handbremse) ausgerüstet. Die zwischen 1892 und 1894 eingebaute automatische Westinghousebremse wirkte neben den Tenderbremsklötzen auch auf eine vierklötzige Triebradbremse. Der Hauptluftbehälter dafür wurde auf dem Wasserkasten angeordnet. Eine Dampffederbremse nach Klose wurde bei diesen Maschinen nie eingerichtet.
Ab 1879 bis 1882 wurden die Maschine mit Geschwindigkeitsmesser von Klose ausgerüstet. Nach 1893 wurde noch eine Dampfheizung eingebaut.
| VSB Nummer | SBB Nummer | Name                | Fabrik Nummer | Baujahr | Hersteller  | Umbau   | 2. Kessel | 3. Kessel | Ausser Dienst |
| ---------- | ---------- | ------------------- | ------------- | ------- | ----------- | ------- | --------- | --------- | ------------- |
| 1          | 2451       | St.Gallen           | 274           | 1855    | Esslingen   | 1877    | 1877      | -         | 1903          |
| 2          | 2452       | Appenzell           | 275           | 1855    | Esslingen   | 1877    | 1877      | -         | 1904          |
| 3          | 2453       | Toggenburg          | 276           | 1855    | Esslingen   | 1876    | 1876      | -         | 1911          |
| 4          | 2462       | Rorschach           | 277           | 1855    | Esslingen   | 1874/76 | 1874      | 1901      | 1927          |
| 5          | 2454       | Wyl                 | 278           | 1855    | Esslingen   | 1874/76 | 1874      | -         | 1904          |
| 6          | 2455       | Flawyl              | 279           | 1855    | Esslingen   | 1877    | 1877      | 19033     | 1919          |
| 7          | 2463       | Schweiz (Helvetia)1 | 311           | 1856    | Esslingen   | 1877    | 1877      | 1895      | 1907          |
| 8          | 2456       | Saentis             | 312           | 1856    | Esslingen   | 1876    | 1876      | -         | 1906          |
| 9          | 2457       | Bodensee (Bodan)1   | 315           | 1856    | Esslingen   | 1877    | 1877      | -         | 1903          |
| 10         | 2464       | Sitter              | 316           | 1856    | Esslingen   | 1876    | 1876      | 1898      | 1903          |
| 11         | 2465       | Thur                | 317           | 1856    | Esslingen   | 1877    | 1877      | 1895      | 1930          |
| 12         | 2466       | Goldach             | 318           | 1856    | Esslingen   | 1876    | 1876      | 1899      | 1928          |
| 13         | 2467       | Zuerich             | 3             | 1858    | Escher Wyss | 1878    | 1878      | 1898      | 1929          |
| 14         | 2468       | Thurgau             | 4             | 1858    | Escher Wyss | 1880    | 1880      | 1902      | 1929          |
| 15         | 2469       | Steinach            | 5             | 1858    | Escher Wyss | 1881    | 1881      | 1903 4    | 1909          |
| 16         | 2470       | Deutschland         | 6             | 1858    | Escher Wyss | 1880    | 1880      | 1899      | 1930          |
| 17         | 2458       | Winterthur          | 7             | 1858    | Escher Wyss | 1878    | 1878      | -         | 1903          |
| 18         | 2459       | Herisau             | 8             | 1858    | Escher Wyss | 1880    | 1880      | -         | 1905          |
| 19         | 2460       | Friedrichshafen     | 9             | 1859    | Escher Wyss | 1886    | 1886      | 1903      | 1931          |
| 20         | 2461       | Lindau              | 10            | 1859    | Escher Wyss | 1886    | 1886      | -         | 1903          |

Bemerkungen zur Liste:
- 1 Bei der Zusammenführung der Sankt Gallisch-Appenzellischen Eisenbahn und der Südostbahn waren Namen doppelt vorhanden, ebenso wurden die lateinischen Namen eingedeutscht.
- 3 Kessel von 2464
- 4 Kessel von 2457

## Betriebliches
Sie waren die ganze Zeit der Werkstätte Rorschach und somit auch dem SBB Kreis IV zugeordnet.
Die 1919 noch vorhandenen sieben Maschinen wurden nur noch im Rangierdienst verwendet und erhielten deshalb in diesem Jahr Geländer, Griffstangen und Fusstritte.